# Информационное общество
Информацио́нное о́бщество — общество, в котором большинство работающих полностью занято (или хотя бы частично участвует) в производстве, хранении, переработке и реализации информации, особенно высшей её формы — знаний. Для этой стадии развития общества и экономики характерно:
- увеличение роли информации, знаний и информационных технологий в жизни общества;
- возрастание числа людей, занятых информационными технологиями, коммуникациями и производством информационных продуктов и услуг, рост их доли в валовом внутреннем продукте;
- нарастающая информатизация общества с использованием телефонии, радио, телевидения, сети Интернет, а также традиционных и электронных СМИ;
- создание глобального информационного пространства, обеспечивающего:
  - эффективное информационное взаимодействие людей;
  - их доступ к мировым информационным ресурсам;
  - удовлетворение их потребностей в информационных продуктах и услугах.
- развитие электронной демократии, информационной экономики, электронного государства, электронного правительства, цифровых рынков, электронных социальных и хозяйствующих сетей.

## История появления концепции
По утверждению архитектора Кисё Курокавы, понятие «информационное общество» (яп. 情報化社会) впервые прозвучало во время его беседы с антропологом Тадао Умесао в 1961 году. Предполагается, что в печати термин впервые использовался в названии серии статей, выходивших в 1964—1966 годы в японском журнале «Хосо асахи». Возникновение концепции информационного общества связывают с работами Фрица Махлупа и Тадао Умесао, где обсуждались понятия индустрии знаний (англ. knowledge industry) и информационной индустрии (яп. 情報産業).
Теория «информационного общества» была развита такими известными авторами, как М. Порат, Й. Масуда, Т. Стоуньер, Р. Карц и др.; в той или иной мере она получила поддержку со стороны тех исследователей, которые акцентировали внимание не столько на прогрессе собственно информационных технологий, сколько на становлении технологического или технетронного (technetronic — от греч. techne) общества, или же обозначали современный социум, отталкиваясь от возросшей или возрастающей роли знаний как «the knowledgeable society», «knowledge society» или «knowledge-value society». Сегодня существуют десятки понятий, предложенных для обозначения отдельных признаков современного общества.
Начиная с 1992 года термин стали употреблять и западные страны, например, понятие «национальная глобальная информационная инфраструктура» ввели в США после известной конференции Национального научного фонда и знаменитого доклада Б. Клинтона и А. Гора. Понятие «информационное общество» появилось в работах Экспертной группы Европейской комиссии по программам информационного общества под руководством Мартина Бангеманна, одного из наиболее уважаемых в Европе экспертов по информационному обществу; информационные магистрали и супермагистрали — в канадских, британских и американских публикациях.
В конце XX в. термины «информационное общество» и «информатизация» прочно заняли своё место, причём не только в лексиконе специалистов в области информации, но и в лексиконе политических деятелей, экономистов, преподавателей и ученых. В большинстве случаев это понятие ассоциировалось с развитием информационных технологий и средств телекоммуникации, позволяющих на платформе гражданского общества (или, по крайней мере, декларированных его принципов) осуществить новый эволюционный скачок и достойно войти в следующий, XXI век уже в качестве информационного общества или его начального этапа.
27 марта 2006 года генеральная Ассамблея ООН приняла резолюцию под номером A/RES/60/252, которая провозглашает 17 мая Международным днём информационного общества.

## Основные идеи
Учитывая глубину и размах технологических и социальных последствий компьютеризации и информатизации различных сфер общественной жизни и экономической деятельности, их нередко называют компьютерной или информационной революцией. Более того, западная общественно-политическая мысль выдвинула различные варианты так называемой концепции «информационного общества», имеющей своей целью объяснение новейших явлений, порожденных новым этапом научно-технического прогресса, компьютерной и информационной революцией. О значимости и растущей популярности этой концепции на Западе свидетельствует все более нарастающий поток публикаций на эту тему. В настоящее время в западной общественно-политической мысли она постепенно выдвигается на то место, которое в 70-х годах занимала теория постиндустриального общества.
Ряд политологов и политэкономов[каких?] склоняется к тому, чтобы провести резкую грань, отделяющую концепцию информационного общества от постиндустриализма. Однако, хотя концепция информационного общества призвана заменить теорию постиндустриального общества, её сторонники повторяют и дальше развивают ряд важнейших положений технократизма и традиционной футурологии.
Д. Белл, сформулировавший теорию постиндустриального общества, в настоящее время выступает в качестве сторонников концепции информационного общества. Для самого Белла концепция информационного общества стала своеобразным новым этапом развития теории постиндустриального общества. Как констатировал Белл, «революция в организации и обработке информации и знания, в которой центральную роль играет компьютер, развивается в контексте того, что я назвал постиндустриальным обществом».
Как считает Джеймс Мартин[уточнить], под информационным обществом понимается «развитое постиндустриальное общество», возникшее прежде всего на Западе. По его мнению, не случаен тот факт, что информационное общество утверждается прежде всего в тех странах — в Японии, США и Западной Европе, — в которых в 1960-х — 1970-х годах сформировалось постиндустриальное общество.
Джеймс Мартин предпринял попытку выделить и сформулировать основные характеристики информационного общества по следующим критериям.
- Технологический: ключевой фактор — информационные технологии, которые широко применяются в производстве, учреждениях, системе образования и в быту.
- Социальный: информация выступает в качестве важного стимулятора изменения качества жизни, формируется и утверждается «информационное сознание» при широком доступе к информации.
- Экономический: информация составляет ключевой фактор в экономике в качестве ресурса, услуг, товара, источника добавленной стоимости и занятости.
- Политический: свобода информации, ведущая к политическому процессу, который характеризуется растущим участием и консенсусом между различными классами и социальными слоями населения.
- Культурный: признание культурной ценности информации посредством содействия утверждению информационных ценностей в интересах развития отдельного индивида и общества в целом.

При этом Мартин особо подчеркивает мысль о том, что коммуникация представляет собой «ключевой элемент информационного общества».
Мартин отмечает, что, говоря об информационном обществе, его следует принимать не в буквальном смысле, а рассматривать как ориентир, тенденцию изменений в современном западном обществе. По его словам, в целом эта модель ориентирована на будущее, но в развитых капиталистических странах уже сейчас можно назвать целый ряд вызванных информационными технологиями изменений, которые подтверждают концепцию информационного общества.
Среди этих изменений Мартин перечисляет следующие:
- структурные изменения в экономике, особенно в сфере распределения рабочей силы; возросшее осознание важности информации и информационных технологий;
- растущее осознание необходимости компьютерной грамотности;
- широкое распространение компьютеров и информационных технологий;
- развитие компьютеризации и информатизации общества и образования;
- поддержка правительством развития компьютерной микроэлектронной технологии и телекоммуникаций.
- широкое распространение компьютерных вирусов и вредоносных программ по всему миру.

В свете этих изменений, как считает Мартин, «информационное общество можно определить как общество, в котором качество жизни, так же как перспективы социальных изменений и экономического развития, в возрастающей степени зависят от информации и её эксплуатации. В таком обществе стандарты жизни, формы труда и отдыха, система образования и рынок находятся под значительным влиянием достижений в сфере информации и знания».
В развернутом и детализированном виде концепцию информационного общества (с учетом того, что в неё почти в полном объёме включается разработанная им в конце 1960-х — начале 1970-х годов теория постиндустриального общества) предлагает Д. Белл. Как утверждает Белл, «в наступающем столетии решающее значение для экономической и социальной жизни, для способов производства знания, а также для характера трудовой деятельности человека приобретает становление нового уклада, основывающегося на телекоммуникациях. Революция в организации и обработке информации и знаний, в которой центральную роль играет компьютер, развертывается одновременно со становлением постиндустриального общества». Причем, считает Белл, для понимания этой революции особенно важны три аспекта постиндустриального общества. Имеется в виду переход от индустриального общества к обществу услуг, определяющее значение кодифицированного научного знания для реализации технологических нововведений и превращение новой «интеллектуальной технологии» в ключевой инструмент системного анализа и теории принятия решения.
Качественно новым моментом стала возможность управления большими комплексами организаций и производством систем, требующим координации деятельности сотен тысяч и даже миллионов людей. Шло и продолжает идти бурное развитие новых научных направлений, таких как информационная теория, информатика, кибернетика, теория принятия решений, теория игр и т. д., то есть направлений, связанных именно с проблемами организационных множеств.
Одним из крайне неприятных аспектов информатизации общества является утрата информационным обществом устойчивости. Из-за возрастания роли информации малые группы могут оказывать существенное влияние на всех людей. Такое влияние, например, может осуществляться через террор, активно освещаемый СМИ. Современный терроризм — это одно из следствий снижения устойчивости общества по мере его информатизации.
Возвращение устойчивости информационного общества может быть осуществлено через усиление политик учётности (ресурсов, людей, информации). Одним из новых направлений усиления политик учётности людей является биометрия. Биометрия занимается созданием автоматов, способных самостоятельно узнавать людей. После событий 11 сентября 2001 года по инициативе США началось активное использование международных паспортов с биометрической идентификацией людей автоматами при пересечении границ государств.
Вторым важнейшим направлением усиления политик учетности в информационном обществе является массовое использование криптографии. Примером может служить СИМ карта в сотовом телефоне, она содержит криптографическую защиту учетности оплаты абонентами арендуемого у оператора канала цифровой связи. Сотовые телефоны являются цифровыми, именно переход на цифру позволил обеспечить всех желающих каналами связи, но без криптографии в СИМ картах сотовая связь не смогла бы стать массовой. Операторы сотовой связи не смогли бы надежно контролировать факт наличия денег на счете абонента и операции по снятию денег за пользование каналом связи.

## Феномен известности
В последнее время все более заметными и влиятельными становятся «люди известности». Этот социальный слой характеризуется большими доходами, основная часть которых зависит от их известности. Личная популярность конвертируется ими в деньги, связи, выгодные должности и другие блага. В условиях информационного общества личная известность превращается в значимый ресурс. Впервые на данный новый социальный слой обратил внимание Райт Миллс.

## Россия
В деятельности органов власти по разработке и реализации государственной политики в области развития информационного общества в России можно выделить несколько этапов. На первом (1991—1994) формировались основы в сфере информатизации. Второй этап (1994—1998 гг.) характеризовался сменой приоритетов от информатизации к выработке информационной политики. Третий этап, который длится и поныне, — этап формирования политики в сфере построения информационного общества. В 2002 году Правительством РФ была принята ФЦП «Электронная Россия 2002—2010 гг.», которая дала мощный толчок развитию информационного общества в российских регионах. В 2008 году была принята Стратегия развития информационного общества до 2020 г.
Для того, чтобы обеспечить конфиденциальность и анонимность персональных биометрических данных, Россия первой из развитых стран начала создавать специальный пакет национальных стандартов: ГОСТ Р 52633.0-2006 ; ГОСТ Р 52633.1-2009, ГОСТ Р 52633.2-2010; ГОСТ Р 52633.3-2011; ГОСТ Р 52633.4-2011; ГОСТ Р 52633.5-2011.
Так как другие страны пока не имеют национальных стандартов по преобразованию биометрии человека в его личный криптографический ключ, предположительно, стандарты пакета ГОСТ Р 52633.хх будут в будущем использованы в качестве основы соответствующих международных стандартов. В связи с этим интересно отметить то, что уже существующие международные биометрические стандарты первоначально были созданы как национальные стандарты США.

## Белоруссия
В 2010 году Совет министров Республики Беларусь утвердил Стратегию развития информационного общества в Беларуси до 2015 года и план первоочередных мер по её реализации на 2010 год (развитие информационного общества — один из национальных приоритетов, является общенациональной задачей). Формирование основ информационного общества завершено, правовая основа информатизации заложена.
В период до 2015 года в Республике Беларусь, согласно Стратегии развития информационного общества в Республике Беларусь до 2015 года должны быть завершены работы по созданию и развитию базовых компонентов информационно-коммуникационной инфраструктуры для развития государственной системы оказания электронных услуг (электронное правительство). Она будет включать общегосударственную информационную систему, интегрирующую государственные информационные ресурсы с целью предоставления электронных услуг; единую защищенную среду информационного взаимодействия; государственную систему управления открытыми ключами; систему идентификации физических и юридических лиц, а также платежный шлюз в интеграции с единым расчетным информационным пространством, посредством которого будут осуществляться платежные транзакции.
По плану информатизации Республике Беларусь на период до 2015 года можно предположить, что к 2015 году, каждый вуз будет иметь широкополосный доступ к сети Интернет. Стратегией развития информационного общества в стране предусмотрен рост к 2015 году широкополосных портов доступа в Интернет до 3 миллионов (около 530 тыс. сегодня), число пользователей мобильного доступа в Интернет достигнет 7 миллионов (около 1,6 млн сегодня).
Сегодня более 87 % белорусских школ имеют некоторые формы доступа к Интернету, а более 21 % имеют широкополосный доступ.

## Страны СНГ
В странах СНГ информационное общество реализуется на базе межгосударственной сети информационно-маркетинговых центров (сеть ИМЦ), которая является проектом, аналогичным «Цифровой повестке дня для Европы до 2020 года» (Digital Agenda for Europe), представленной Еврокомиссией в качестве стратегии обеспечения роста экономики Евросоюза в цифровую эпоху и распространения цифровых технологий среди всех слоев общества.